# Rain or Shine
Rain or Shine es una película de 1930 dirigida por Frank Capra.Protagonizada por Joe Cook y Louise Fazenda. 
Una mujer hereda el circo itinerante de su padre, y espera que el director del circo, Smiley, lo salve el día que los artistas conspiran para hacer huelga durante la actuación.
La película es una adaptación de un musical de éxito en Broadway, pero descartaron las canciones. Fue un éxito, continuando la lista de éxitos dirigidos por Capra para el joven estudio Columbia Pictures.

## Reparto
- Joe Cook - Smiley Johnson
- Louise Fazenda - Frankie, the "Princess"
- Joan Peers - Mary Rainey
- William Collier, Jr. - Bud Conway
- Tom Howard - Amos K. Shrewsberry
- Dave Chasen - Dave
- Alan Roscoe - Dalton
- Adolph Milar – Foltz
- Clarence Muse - Nero
- Nella Walker - Mrs. Conway
- Edward Martindel - Mr. Conway
- Nora Lane - Grace Conway
- Tyrell Davis - Lord Hugo Gwynne